# Chartreuse de Seillon
La chartreuse Notre-Dame de Seillon était une ancienne chartreuse située à Péronnas, dans la région de l'Ain, en France.

## Historique
Des opinions divergentes ont été émises, par les historiens des XVIe et XVIIe siècles, sur l'origine de cette maison. Paladin et Jacques Severt,  dans la chronologie des archevêques de Lyon, en attribuent la fondation à Humbert de Baugé, archevêque de Lyon en 1148. Hotman, dans la vie de l'amiral de Coligny, attribue sa construction à Humbert de Coligny vers 1131. Une autre version indique qu'un religieux d'Ambronay, nommé Otho, fait dresser une petite chapelle et une cellule, dans la forêt de Seillon, proche de l'église de Saint-Pierre de Brou. Après son décès un autre religieux d'Ambronay, Martin, vient s'y établir, attirant d'autres religieux. On leur donne pour supérieur Clément qui en 1187 embrasse l'Ordre des Chartreux avec les religieux qui restent à Seillon,.
D'après Guichenon, la chartreuse est fondée dans la seconde moitié du XIIe siècle, par le don aux chartreux d'un prieuré de bénédictins dépendant de l’abbaye du Joug-Dieu. Les possessions comprennent l’importante forêt de Seillon, qui est une source de difficultés continuelles de la chartreuse avec la ville voisine de Bourg. 
En 1180, Ulric et Gui de Bâgé leur concèdent toute la justice sur les hommes et les fonds compris dans les limites de leur monastère. Amédée V, comte de Savoie, confirme cette concession le 4 mars 1307,
En 1190, Bernard de la Baume en accord avec ses frères, fait des dons à la chartreuse de Seillon. Avant de partir pour la quatrième croisade, en 1202, Hugues de Coligny donne aux chartreux de Seillon tout ce qu’il a à Sélignac, afin d'y construire une chartreuse. Les seigneurs de Bâgé, ceux de Coligny et les comtes de Mâcon sont les premiers bienfaiteurs de Seillon. Après eux, on compte Renaud de Forez, archevêque de Lyon (1226), Ponce, seigneur de Cuiseaux (1230), Guillaume de Chabeu, seigneur de Saint-Trivier, et Béatrix, sa femme (1243), Foulque de Rochefort (1261), Barthélemy du Saix (1265).
La peste dévaste la maison de 1482 à 1524, amenant le relâchement. Les hostilités entre France et Savoie à la fin du XVIe siècle ruinent le bel effort de restauration entrepris. La reprise vient avec la paix, traité de Lyon en 1601, et Seillon est rebâtie dans la première moitié du XVIIe siècle. 
Le 13 février 1790, l'assemblée constituante prononce l'abolition des vœux monastiques et la suppression des congrégations religieuses. La communauté opte pour la vie commune et peut se maintenir comme maison de réunion jusqu’à la dispersion légale d’octobre 1792. La chartreuse est quasiment rasée en 1794. Il n'en demeure aujourd'hui que le pignon de la façade du bâtiment d'entrée.
En 1859, s’y installe un orphelinat, maison-mère des sœurs Franciscaines de Seillon.
Le jardin de la chartreuse de Seillon est inscrit à l'Inventaire général du patrimoine culturel.

## Prieurs
- ~1153 : Humbert de Baugé (†1180),
- 1187 : Boson
- Ponce de Villars, évêque de Mâcon (1140-1161)[6].
- 1209-1211 : Étienne
- 1220 : Raynaud
- Gabriel Magnati (†1652), d'Avignon, profès de la Grande Chartreuse le 3 avril 1610, il était procureur à la chartreuse de Mélan, quand le chapitre de 1640 le nomme prieur d'Aix, où il est resté jusqu'en novembre 1644, transféré alors au priorat de Bonpas (1644-47), de nouveau procureur de Mélan, puis prieur de Bonlieu et de Seillon, où il est mort en charge en 1652[7].
- Xavier de Pons, dernier prieur[3].

## Seillon dans la littérature
Cette chartreuse apparaît dans le roman, Les Compagnons de Jéhu, d'Alexandre Dumas, comme étant le lieu d'assemblée des « Compagnons de Jéhu ».

## Héraldique
|  | Les armes du monastère se blasonnent ainsi : « D'azur, à une croix latine, entrelacée d'une lettre capitale S et accostée en chef de deux étoiles, le tout d'or. » |